# Други светове (Вселената на Стрелата)
„Други светове“ (на английски: Elseworlds) е петото голямо и ежегодно кросовър събитие на Вселената на Стрелата, между американските телевизионни сериали „Стрелата“, „Светкавицата“ и „Супергърл“.
То е премиера за героинята Кейт Кейн / Батуоман, която след това получава свой сериал – „Батуоман“.
Събитието е продължение на „Криза на Земя-Х“ (2017) и си има свое продължение „Криза на безкрайните Земи“ (2019 – 2020)

## Епизоди
| № | Сериал       | Заглавие                                         | Режисура        | Сценарий                                     | Първо излъчване     | Рейтинг (в милиони) |
| - | ------------ | ------------------------------------------------ | --------------- | -------------------------------------------- | ------------------- | ------------------- |
| 1 | Светкавицата | Други светове, първа част („Elseworlds, Part 1“) | Кевин Танчароен | Ерик Уолъс и Сам Чалсън                      | 9 декември 2018 г.  | 1,83                |
| 2 | Стрелата     | Други светове, втора част („Elseworlds, Part 2“) | Джеймс Бамфорд  | Каролин Драйс и Марк Гугенхайм               | 10 декември 2018 г. | 2,06                |
| 3 | Супергърл    | Други светове, трета част („Elseworlds, Part 3“) | Джеси Уорн      | Марк Гугенхайм, Дерек Саймън и Робърт Ровнър | 11 декември 2018 г. | 2,17                |

## Главни роли
- Стивън Амел – Оливър Куин / Зелената стрела
- Дейвид Рамзи – Джон Дигъл / Спартан
- Емили Бет Рикардс – Фелисити Смоук / Наблюдателката
- Еко Келъм – Къртис Холт / Господин Ужасен
- Кърк Асеведо – Рикардо Диаз / Драконът
- Грант Гъстин – Бари Алън / Светкавицата
- Кандис Патън – Айрис Уест
- Даниел Панабейкър – Кейтлин Сноу / Убийцата Мраз
- Карлос Валдес – Сиско Рамон / Вайб
- Том Кавана – Харисън „Шерлок“ Уелс и Еобард Тоун / Анти-светкавицата
- Хартли Сойер – Ралф Дибни / Удълженият човек
- Мелиса Беноист – Кара Зор-Ел / Кара Денвърс / Супергърл
- Дейвид Хеърууд – Ж'он Ж'оунз / Марсианския Ловец
- Джеси Рат – Куерл Докс / Брейниак 5

## Гостуващи роли
- Ламоника Гарет – Мар Нову / Мониторът
- Джон Уесли Шип – Бари Алън 90 / Светкавицата 90 (от „Свектавицата“ 1990 – 1991)
- Джеръми Дейвис и Тайлър Хеклин – Джон Дийгън / Лош Супермен
- Тайлър Хеклин – Кал-Ел / Кларк Кент / Супермен
- Елизабет Тулох – Лоис Лейн
- Руби Роуз – Кейт Кейн / Батуоман
- Чайлър Лий – Алекс Денвърс (Земя 1)
- Мехкад Брукс – Джеймс „Джими“ Олсън (Земя 1)
- Джон Бароуман – Малкълм Мерлин / Черният Стрелец
- Лиъм Хал – Джо Уилсън / Кейн
- Боб Фрейзър – Роджър Хейдън / Психо-пират
- Касандра Джийн Амел – Нора Фрайс
- Адъм Цекман – Гари Грийн